# Gollumjapyx smeagol
Gollumjapyx smeagol  es una especie de hexápodo dipluro cavernícola carnívoro de la familia Japygidae, que habita en cuevas de Castellón y el sur de la provincia de Tarragona, en España. Los primeros ejemplares se hallaron en los años 1980, pero la especie no fue totalmente descrita hasta 2006.

## Características
Varias de las características de Gollumjapyx smeagol son propias de su hábitat subterráneo, y originadas por él: es transparente (su cutícula carece de pigmentación, pues sería inútil en un medio en el que la luz no está presente); su tórax, extremidades y otros apéndices muy largos; y sus antenas son especialmente sensitivas, para suplir el sentido de la vista, inútil en la oscuridad.
Por otra parte, su tamaño (mide más de dos centímetros de longitud, el mayor hexápodo cavernícola de la península ibérica), así como su fuerte pinza y la flexibilidad de su cuerpo convierten a Gollumjapyx smeagol en un feroz depredador, cuyas presas típicas son ácaros y escarabajos del género Anillinus.

## Etimología del binomial
Esta especie fue bautizada en honor al hobbit Gollum/Sméagol, personaje de las novelas El hobbit y El Señor de los Anillos, del escritor británico J. R. R. Tolkien: tanto el hexápodo como el personaje son de origen epigeo (surgieron al aire libre), pero ambos se adaptaron a la vida subterránea, mutando y evolucionando hacia una nueva especie: «además de hacer un guiño a la literatura y al cine actual, conseguimos construir una metáfora, de forma muy sencilla, sobre la colonización y adaptación al medio subterráneo». Vicente Ortuño, de la Universidad de Alcalá, uno de los codescubridores, comentó: «hay cierta tradición de dedicar las especies de la fauna subterránea a algún ser mitológico. A este animal queríamos inmortalizarlo de esa forma, pero como la mitología griega y la romana están muy manidas, recurrimos a una mitología moderna».
La elección del nombre, alejada de las tradiciones clásicas biológicas, atrajo mucha atención en medios ajenos al mundo zoológico, pero provocó cierta polémica. A ello los descubridores respondieron:

Somos conscientes de que los esfuerzos y recursos que a nivel mundial se dedican al estudio de los invertebrados son exiguos, en muchos casos hasta ridículos. A nuestro modo de ver, un «bautismo original» de un(os) nuevo(s) taxón(es), como es el caso que aquí ejemplificamos, rinde unos resultados óptimos que posteriormente redundarán en su mejor conocimiento (merced
al interés despertado). Con ello habremos conseguido, y así ha ocurrido en nuestro caso, estimular la curiosidad de muchos neófitos y, a la vez, sacar de su letargo secular a las diferentes administraciones que deberían responsabilizarse de financiar la investigación zoológica para, finalmente, rendir cuentas en una comprometida y responsable política de conservación del medio natural.
— Alberto Sendra y Vicente M. Ortuño, «“La importancia de llamarse Ernesto” o la elección de un nombre científico acertado».